# XI Liceum Ogólnokształcące im. Mikołaja Reja w Warszawie

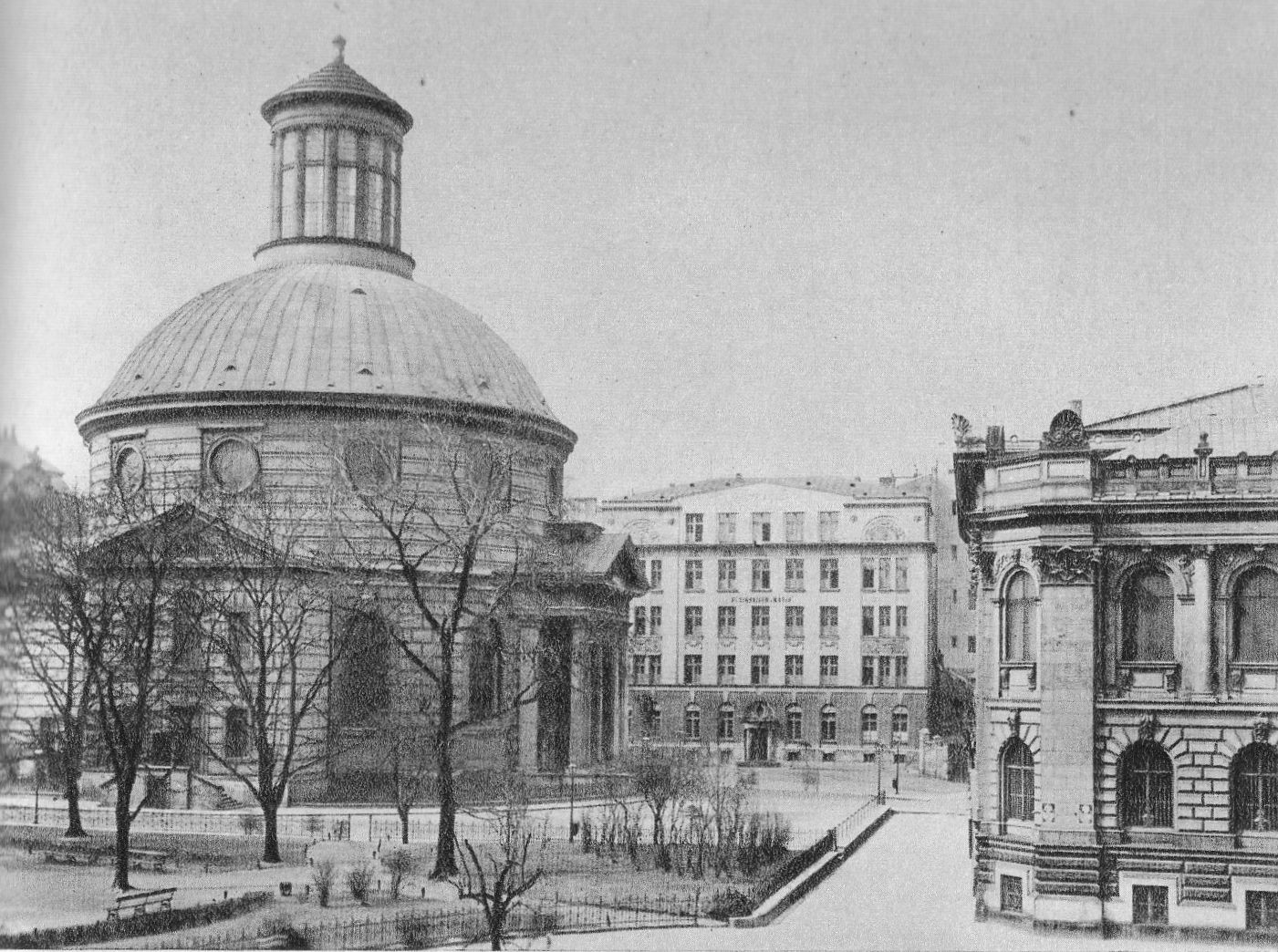
Szkoła i jej otoczenie w okresie międzywojennym. Po lewej kościół Świętej Trójcy, po prawej – gmach Zachęty

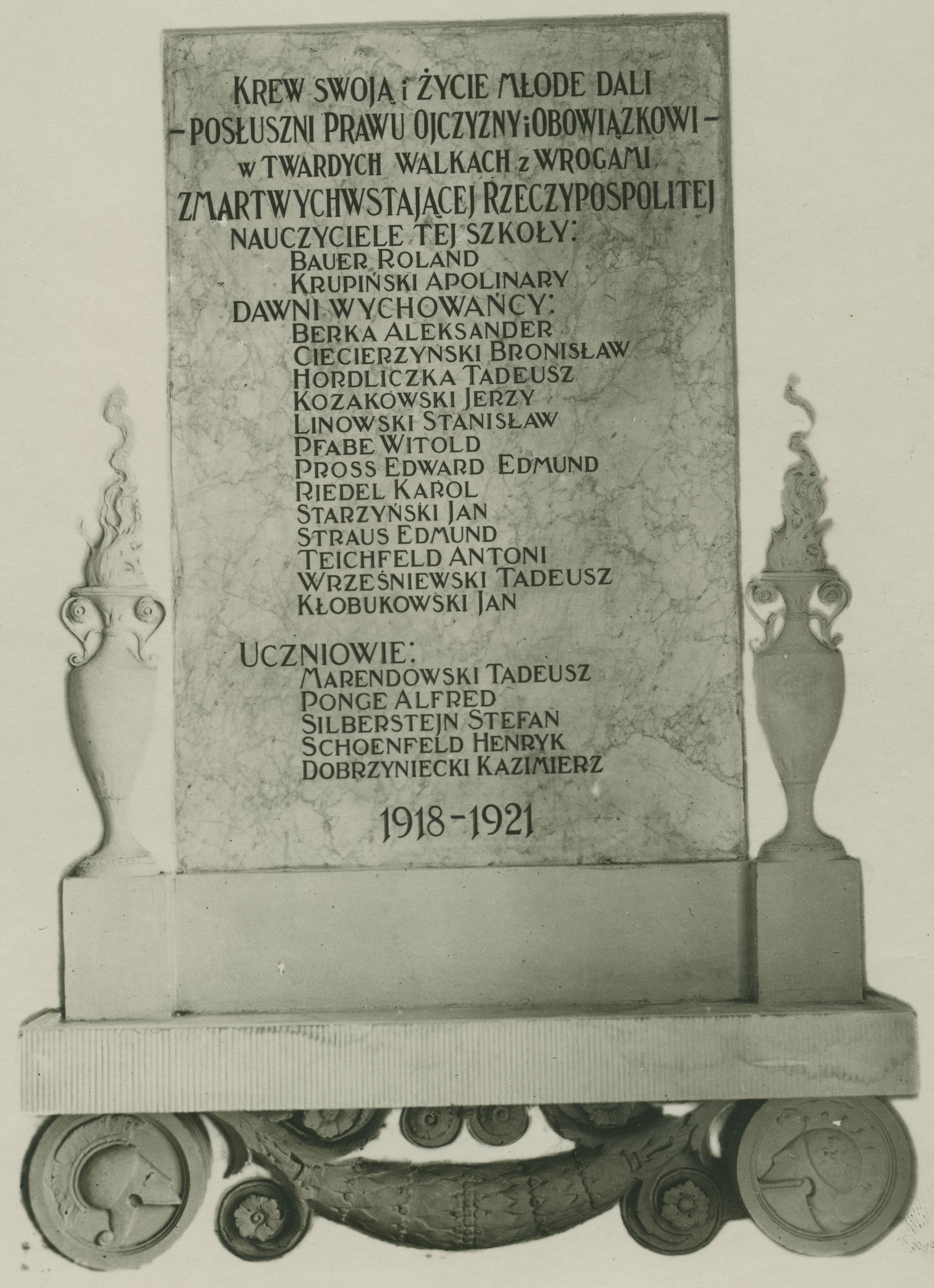
Tablica upamiętniająca poległych za Ojczyznę w latach 1918-1921

XI Liceum Ogólnokształcące im. Mikołaja Reja – liceum ogólnokształcące znajdujące się przy pl. S. Małachowskiego 1 w Warszawie. Jedna z najstarszych stołecznych szkół średnich.

## Historia
Powstanie szkoły wiąże się ze strajkami uczniów w Królestwie Polskim w 1905. W reakcji na te wydarzenia, 14 października 1905, car Mikołaj II wydał „Ukaz о prywatnych zakładach naukowych w guberniach Królestwa Polskiego", który zezwalał na nauczanie w językach polskim  i litewskim w szkołach prywatnych wszystkich przedmiotów z wyjątkiem historii, geografii i języka rosyjskiego.
31 maja 1905 Kolegium Kościelne Zboru Ewangelicko-Augsburskiego w Warszawie przyjęło wniosek ks. Juliana Machlejda o wystąpienie do władz w celu uzyskania pozwolenia na otwarcie prywatnego zakładu naukowego męskiego, bez praw, z językiem wykładowym polskim. 4 czerwca 1906 kurator Okręgu Naukowego Warszawskiego udzielił koncesji na prowadzenie zakładu. 
1 września 1906 otwarto „Gimnazjum 8-io klasowe im. Mikołaja Reja, utrzymywane przez Zbór Ewangelicko-Augsburski w Warszawie”. Pierwszym dyrektorem gimnazjum został Julian Machlejd, który pozostawał na tym stanowisku przez 11 lat.
Początkowo do szkoły uczęszczało 200 uczniów. Było szkołą prywatną, prowadzoną przez parafię ewangelicko-ausgsburską w Warszawie. Kładziono w niej szczególny nacisk na wychowanie moralne i społeczne w duchu patriotyzmu i tolerancji religijnej. W okresie międzywojennym w placówce duże wpływy miała Narodowa Organizacja Gimnazjalna oraz Grupy Szkolne ONR. 
16 września 1939 roku, w czasie obrony Warszawy, w zajętym przez szpital PCK budynku szkoły wybuchł pożar. Szpital został ewakuowany do podziemi kościoła Wszystkich Świętych.
W 1951 szkoła została upaństwowiona. Według rankingów Perspektyw szkoła znajduje się w czołówce warszawskich liceów.
Dewizą liceum, umieszczoną na fasadzie budynku, jest łaciński zwrot „MACTE ANIMO” autorstwa rzymskiego poety – Publiusza Papiniusza Stacjusza (dosłownie znaczy chwała duchowi (odwadze)).

## Siedziba
- 1906 – 1 września w budynku prywatnej szkoły komercyjnej Edwarda Rontalera przy ul. Kaliksta 8 (obecnie ul. Śniadeckich) gimnazjum im. Mikołaja Reja rozpoczyna pierwszy rok nauki.
- 1908 – Szkoła przenosi się do wynajmowanego od Muzeum Przemysłu i Rolnictwa budynku przy ul. Składowej 3 (obecnie ul. Pankiewicza)[13].
- 1913 – Szkoła zostaje przeniesiona do własnego budynku przy pl. Małachowskiego 1, który później był rozbudowywany.
- 1922 – 27 marca odsłonięto tablicę pamiątkową, wmurowaną w ścianie westybulu szkolnego pomiędzy parterem a pierwszym piętrem, poświęconą nauczycielom, byłym wychowankom i uczniom gimnazjum, poległym za Ojczyznę w latach 1918–1921: Roland Bauer (zm. 1920) i Apolinary Krupiński (1890–1920) – profesorowie, ochotnicy w szeregach 201 pp, Aleksander Berka (1896–1918), odznaczony pośmiertnie Krzyżem Niepodległości z Mieczami, Bronisław Ciecierzyński (1895–1917), Tadeusz Hordliczka (1898–1919), Jerzy Kozakowski (1901–1921), Stanisław Linowski (1900–1920), Witold Pfabe (1897–1920), Edward Edmund Pross (1900–1920), Karol Riedel (1893–1920), Jan Starzyński (ur. 1897), Edmund Straus (1898–1918), Antoni Teichfeld (1900–1919), Tadeusz Wrześniewski (1900–1920) i Jan Kłobukowski – byli wychowankowie oraz Tadeusz Marendowski (1898–1919), Alfred Ponge (1903–1920), Stefan Silberstein (1902–1920), Henryk Schönfeld (1897–1919) i Kazimierz Dobrzyniecki (1901–1921) – uczniowie[14].
- 1939 – W pierwszych dniach wojny budynek szkoły zostaje przekazany polskim władzom wojskowym na szpital.
- 1944 – Podczas powstania warszawskiego budynek szkolny był terenem walk powstańczych. Częściowo opanowany przez Polaków, częściowo przez Niemców, zyskał nazwę „Reduty Reja”, a forma toczonych tam walk nazwana „walkami korytarzowymi”. Po zakończeniu powstania część budynku szkolnego od ulicy Kredytowej do wysokości klatki schodowej została całkowicie zburzona.
- 1945 – Z inicjatywy ks. kapelana Feliksa Gloeha gimnazjum wznawia naukę w baraku przy ewangelickim kościele garnizonowym przy ul. Puławskiej. Następnie zajęcia przeniesiono do częściowo odbudowanego gmachu szkoły.
- 1965 – Zakończono rozbudowę budynku szkolnego w kierunku ulicy Królewskiej.
- 2011 – Powrót do historycznego adresu szkoły „plac Stanisława Małachowskiego 1”

## Absolwenci (m.in.)
- Stanisław Bayer – chirurg, wojskowy
- Witold Bayer – prawnik, narodowiec
- Ewa Błaszczyk – aktorka
- Robert Brylewski – muzyk rockowy, kompozytor, autor tekstów, współzałożyciel zespołów „Kryzys”, „Brygada Kryzys”, „Izrael” i „Armia”
- Barbara Czajkowska – dziennikarka[15]
- Edward Dietz – duchowny luterański, proboszcz parafii w Sopocie, biskup diecezji pomorsko-wielkopolskiej
- Jerzy Dargiel – aktor i kompozytor
- Stanisław Ryszard Dobrowolski – literat, autor popularnej piosenki konspiracyjnej „Warszawskie Dzieci”
- Mikołaj Dowgielewicz – sekretarz stanu w Urzędzie Komitetu Integracji Europejskiej
- Jerzy Edigey – pisarz, adwokat, oenerowiec, polski Tatar
- Alfred Figaszewski – wieloletni proboszcz parafii ewangelicko-augsburskiej w Gliwicach
- Alfred Hugon Figaszewski – duchowny luterański, kapelan, proboszcz parafii w Brześciu Litewskim
- Aleksander Freyd – kapitan lekarz Wojska Polskiego
- Bolesław Gleichgewicht – matematyk i polityk
- Henryk Hiż – filozof analityczny
- Jan Jacoby – reżyser
- Bruno Jasieński – poeta, współtwórca polskiego futuryzmu
- Jerzy Jelen (1900-1942) − pastor ewangelicko-reformowany[16]
- Stanisław Jeute – prawnik, narodowiec, żołnierz Związku Jaszczurczego
- Witold Kaczanowski (Witold-K) – artysta malarz
- Jerzy Kahané – duchowny luterański, proboszcz parafii w Gdyni
- Hilary Koprowski – lekarz, odkrywca szczepionki przeciwko polio
- Marek Kościkiewicz – lider i wokalista zespołu „De Mono”
- Krzysztof Kotowski – pisarz, poeta, dziennikarz telewizyjny (TVP) i radiowy
- Andrzej Krawczyk – historyk, ambasador, minister w Kancelarii Prezydenta RP
- Witold Kula – historyk, profesor UW
- Józef Kwasiborski – dziennikarz, samorządowiec i polityk
- Kazimierz Lewy – filozof analityczny[17]
- Eugeniusz Lokajski – żołnierz Armii Krajowej, fotograf powstania warszawskiego
- Krzysztof Markuszewski – działacz opozycji w PRL w latach 1977-1989
- Marcin Meller – redaktor naczelny miesięcznika „Playboy”, wieloletni dziennikarz „Polityki”
- Agata Młynarska – dziennikarka TV
- Edward Czesław Muszalski – prawnik, narodowiec, działacz harcerski
- Alfred Ostroróg – oficer Wojska Polskiego, kawaler Orderu Virtuti Militari
- Krzysztof Pazdro – chemik, autor podręczników i zbiorów zadań z chemii na poziomie gimnazjum i liceum
- Jeremi Przybora – poeta
- Robert Schmidt – aktor dziecięcy, muzyk
- Franciszek Skibiński – generał brygady Wojska Polskiego
- Kazik Staszewski – muzyk rockowy, wokalista, lider zespołu „Kult”
- Andrzej Strzelecki – satyryk, rektor Akademii Teatralnej im. Aleksandra Zelwerowicza w Warszawie
- Konrad Szołajski – reżyser filmowy
- Tadeusz Todtleben – narodowiec, oenerowiec
- Rafał Trzaskowski – prezydent m. st. Warszawy
- Kazimierz Wasiłowski – powstaniec warszawski
- Paweł Wieczorkiewicz – profesor UW, historyk
- Magdalena Wołłejko – aktorka
- Tadeusz Zawodziński – lekarz ginekolog położnik
- Wiktor Zborowski – aktor
- Lidia Zonn – montażystka
- Michał Żebrowski – aktor

Uczniem liceum im. Reja był też Emil Barchański, działacz opozycji antykomunistycznej w czasach PRL, zamordowany przez Służbę Bezpieczeństwa.